# Улица Полосухина
У́лица Полосу́хина — улица в Западном административном округе города Москвы на территории района Фили-Давыдково.

## История
Улица получила своё название 3 декабря 1966 года в память о командире 32-й стрелковой дивизии, прославившейся в боях у озера Хасан на Дальнем Востоке в 1938 году и в оборонительных боях в районе Можайска на Бородинском поле, В. И. Полосухине (1904—1942), погибшем в бою при освобождении Московской области.

## Расположение
Улица Полосухина проходит от Малой Филёвской улицы на северо-запад до Большой Филёвской улицы. У северо-западного конца улицы начинается Филёвский парк, в котором расположена усадьба «Кунцево».

## Примечательные здания и сооружения
По нечётной стороне:
По чётной стороне:

## Транспорт

### Автобус
- 73: от Большой Филёвской улицы до Малой Филёвской улицы.

### Метро
- Станция метро «Пионерская» Филёвской линии — восточнее улицы, на Малой Филёвской улице.